# University of Pretoria FC
University of Pretoria FC (celým názvem: University of Pretoria Football Club) je jihoafrický fotbalový klub sídlící v Pretorii. V současnosti je účastníkem jihoafrické National First Division. Tým byl založen v roce 2003 a svoje domácí zápasy hraje na Tuks Stadium.